# Адам из Ловича
Адам из Ловича известный также, как Адам из Бохеня, Адам Поляк и Adamus Polonus, Łowicensis Adam (пол. Adam z Łowicza; ? — 7 февраля 1514, Краков) — польский медик, гуманист, философ и писатель. Педагог, профессор, ректор краковской академии (1510—1511).

## Биография
Родился в с. Бохень недалеко от г. Лович. Происходил, по-видимому, из мещан.
С 1486 г. учился на факультете семи свободных искусств Академии в Кракове, получил степень бакалавра в 1488 г., в 1492 г. — магистра. Уже во время учебы на факультете свободных искусств проявлял интерес к естественным и медицинским наукам. Ещё будучи молодым бакалавром в 1489 году написал небольшую работу по этому вопросу.
В 1492—1493 г. был преподавателем философии Академии, позже работал писарем в королевской канцелярии. По указанию и с согласия короля Яна I Ольбрахта занимался поисками месторождений металлов на польских землях.
В середине 1490-х годов выехал в Италию, где продолжил учëбу, в том числе по медицине.
Вернувшись на родину, в 1504 г. — введен в состав профессоров медицинского факультета краковской Академии. Одновременно с этим, служил придворным врачом у королей Яна I Ольбрахта, Александра Ягеллона и Сигизмунда I Старого.
В 1510 и 1511 годах профессор медицины Адам из Ловича дважды избирался ректором Академии.
Противник господства духовенства над светским государством. В качестве ректора ввëл наказание за отказ от обязательного проведения процедуры нострификации.
Будучи нетрадиционным мыслителем, выдвинул гипотезу о бессмертии человечества как вида.

## Избранная библиография
Автор трудов по естествознанию и медицине, в том числе:
- Fundamentum scienciae nobilissimae secretorum naturae (1489),
- Dialogus de quatuor statuum ob assequendam immortalitatem contentione (1507 или 1508),
- Judicium de scientiis ad Mag. Stobnicensem (1515)
- Conclusiones Universitatis Cracoviensis ab anno 1441 ad annum 1589 (материалы о деятельности академии)